# Titularbistum Heliopolis in Augustamnica
Heliopolis in Augustamnica (ital.: Eliopoli di Augustamnica) ist ein Titularbistum  der römisch-katholischen Kirche. 
Es geht zurück auf ein früheres Bistum der antiken Stadt Heliopolis in der römischen Provinz Aegyptus bzw. in der Spätantike Aegyptus Herculea und Augustamnica im östlichen Nildelta. Es gehörte der Kirchenprovinz Leontopolis an.
| Titularbischöfe von Heliopolis in Augustamnica |                                                 | |                    |                   |
| Nr.                                            | Name                                            | Amt                                                                                                 | von                | bis               |
| 1                                              | Jan Ludwik Stępkowski                           | Koadjutorbischof von Kamieniec (Polen-Litauen)                                                      | 30. März 1651      | 1658              |
| 2                                              | Georg Sigismund Müller                          | Weihbischof in Konstanz (Deutschland)                                                               | 1. November 1654   | 24. März 1686     |
| 3                                              | François Pallu MEP                              | Apostolischer Vikar von Tonking Apostolischer Vikar von Fujian (China)                              | 29. Juli 1658      | 29. Oktober 1684  |
| 4                                              | Antonio Ferrer y Mila CO                        | Weihbischof in Valencia (Spanien)                                                                   | 30. September 1686 | 19. Dezember 1691 |
| 5                                              | Giulio Marzi                                    | Weihbischof in Ostia (Italien)                                                                      | 22. Dezember 1693  |                   |
| 6                                              | Hyacinth Petit OCarm                            | Weihbischof in Osnabrück, Apostolischer Vikar des Apostolischen Vikariats des Nordens (Deutschland) | 11. Februar 1718   | 26. Juli 1719     |
| 7                                              | Stephan Alexander Würdtwein                     | Weihbischof in Worms (Deutschland)                                                                  | 18. Juli 1783      | 11. April 1796    |
| 8                                              | Sel. Johann Nepomuk von Tschiderer zu Gleitheim | Weihbischof in Brixen (Italien)                                                                     | 24. Februar 1832   | 3. Mai 1835       |
| 9                                              | Henry Hughes OFM                                | Apostolischer Vikar von Gibraltar (Gibraltar)                                                       | 15. März 1839      | 12. Oktober 1860  |